# Furkrea
Furkrea (Furcraea) je rod rostlin z čeledi chřestovité. Jsou to rozměrné rostliny s růžicí tuhých listů a velkým latovitým květenstvím, které se rozvíjí jen jednou za život a rostlina poté odumírá. Plodem je velká tobolka. Rod zahrnuje 25 druhů a je rozšířen v sušších oblastech tropické Ameriky od Mexika po Bolívii.
Furkrey jsou v tropech pěstovány jako okrasné rostliny. Z listů některých druhů se získávají technická vlákna a rostliny slouží i v domorodé medicíně.

## Popis
Furkrey jsou robustní rostliny s rozměrnou růžicí listů, která je buď přisedlá na zemi, nebo spočívá na až 6 metrů vysokém kmeni. Některé druhy svými tuhými, ostnitými listy připomínají agáve, zatímco druhy s měkkými, neostnitými listy připomínají některé juky.
Rostliny jsou monokarpické, po řadě let vegetativního růstu vykvétají a po vyplození pak celé odumírají.
Listy jsou úzce až široce kopinaté, až 3,3 metru dlouhé, se silně vláknitou stavbou, na okraji s drobnými nebo i velkými rohovitými zuby, za zralosti s tuhým, tupým ukončením.
Květenství jsou latovitá, rozměrná, až 13 metrů vysoká. Často se v nich vytvářejí rozmnožovací hlízky.
Květy jsou velké, pravidelné, zvonkovité, po 2 až 5 ve svazečcích skládajících vlastní květenství. Okvětní plátky jsou zelenavé nebo bílé, vejčité až podlouhlé, rozestálé, srostlé jen na bázi, delší než tyčinky a čnělka. Nitky tyčinek jsou na bázi ztloustlé.
Semeník je spodní a nese protáhlou čnělku zakončenou trojlaločnou bliznou.
Plodem je kulovitá nebo válcovitá, až 8 cm dlouhá tobolka, obsahující mnoho černých plochých semen.

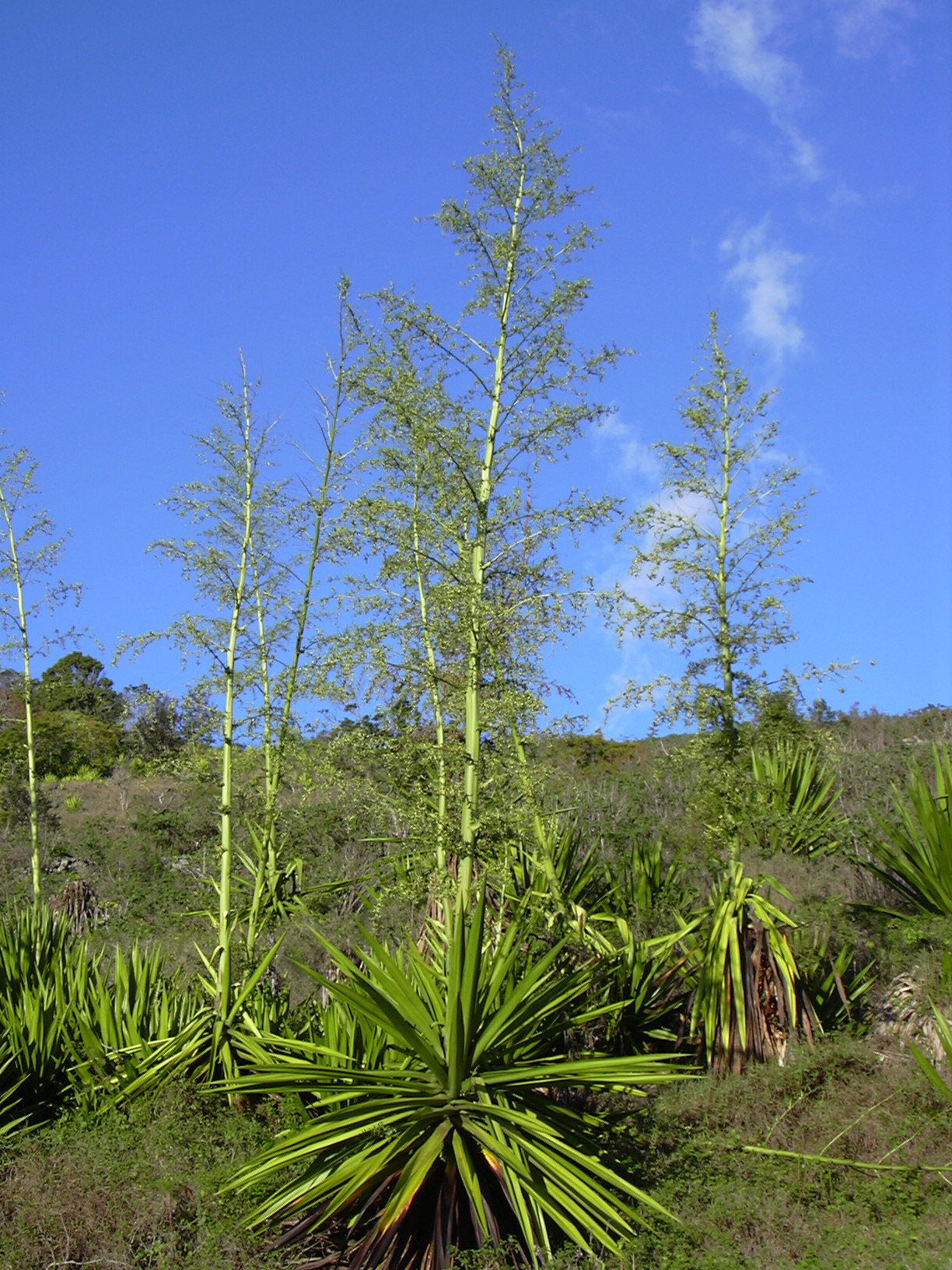
Nakvétající Furcraea foetida
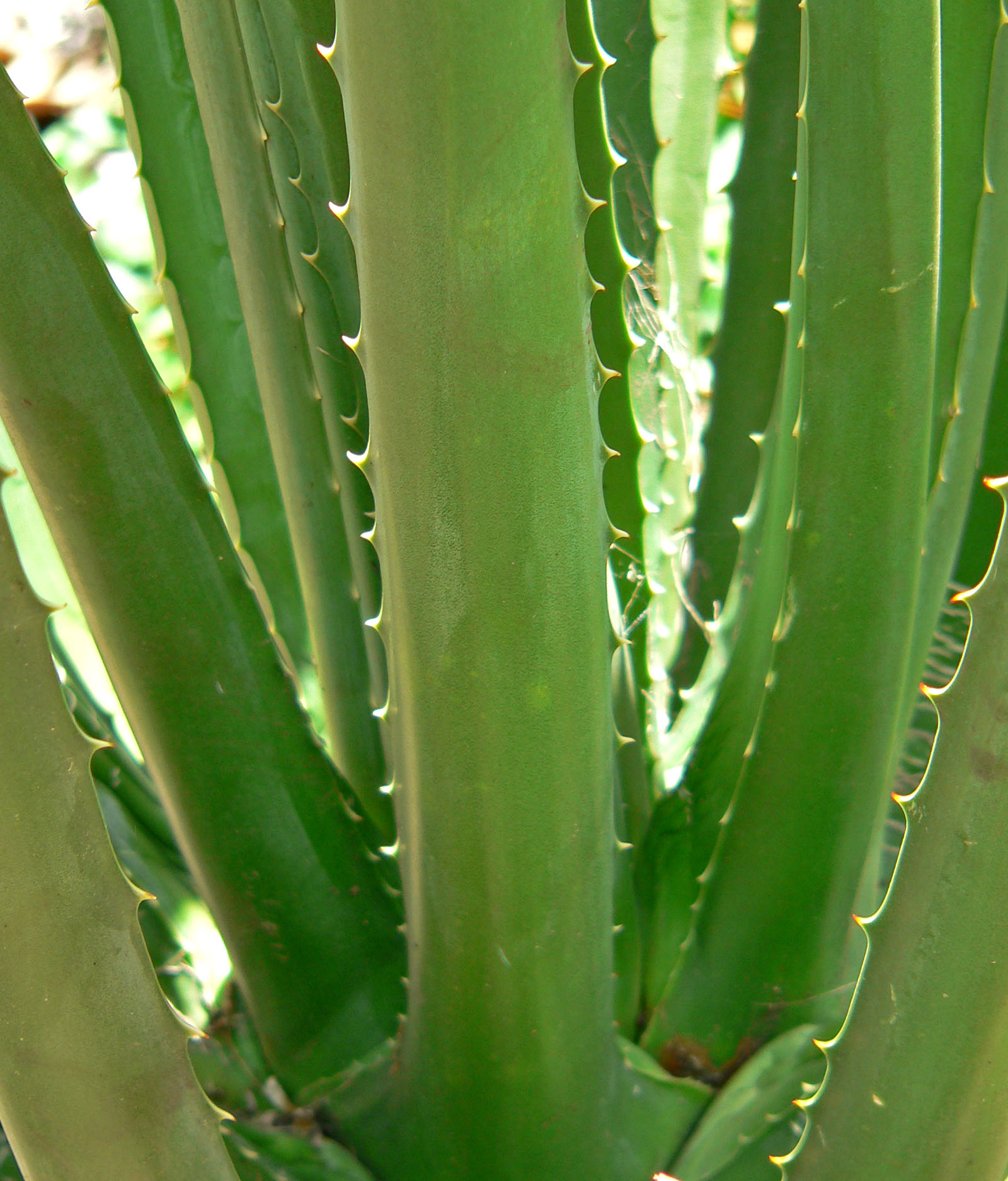
Zubatý okraj listu Furcraea macdougalii
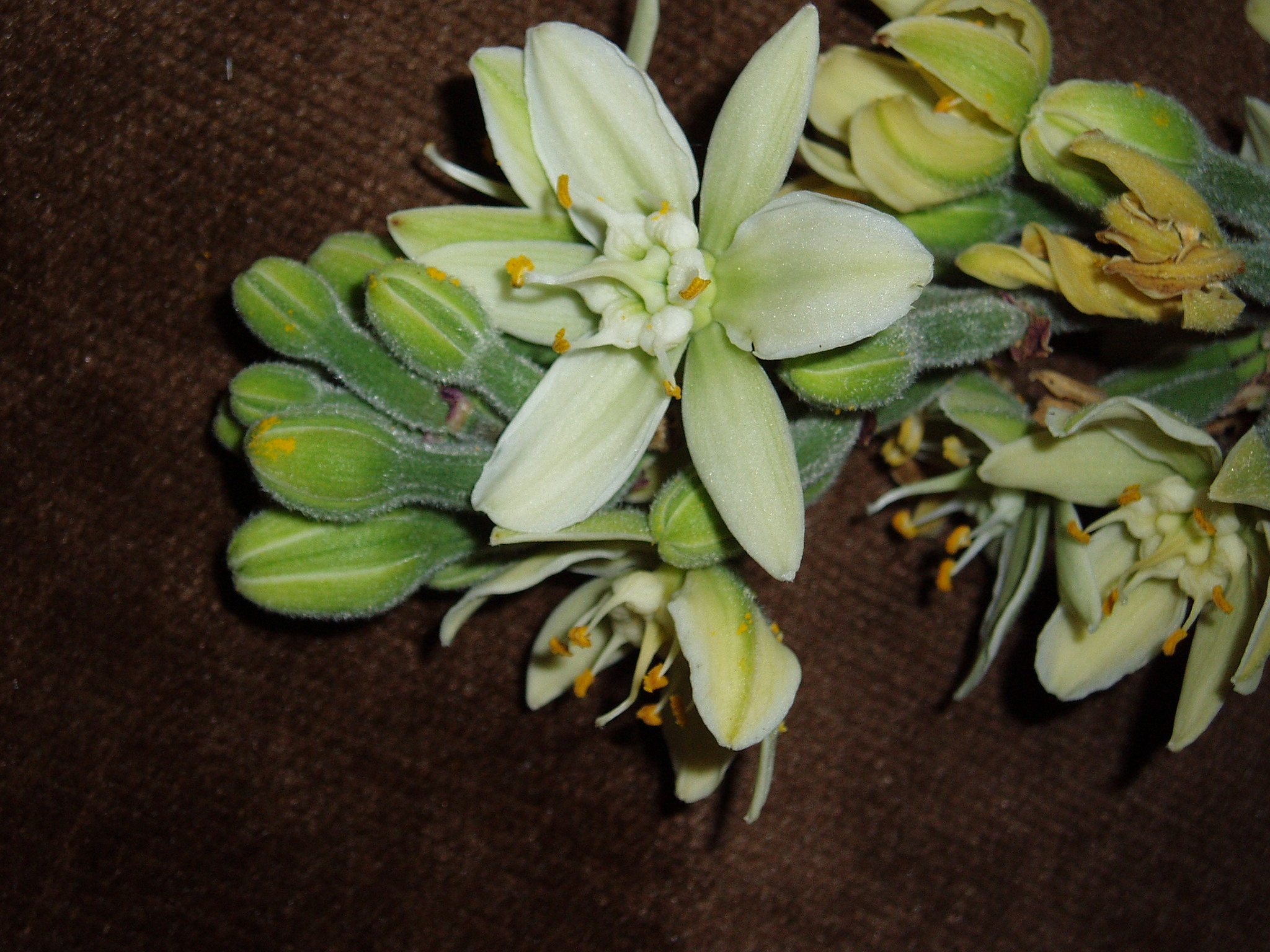
Květy Furcraea bedinghausii
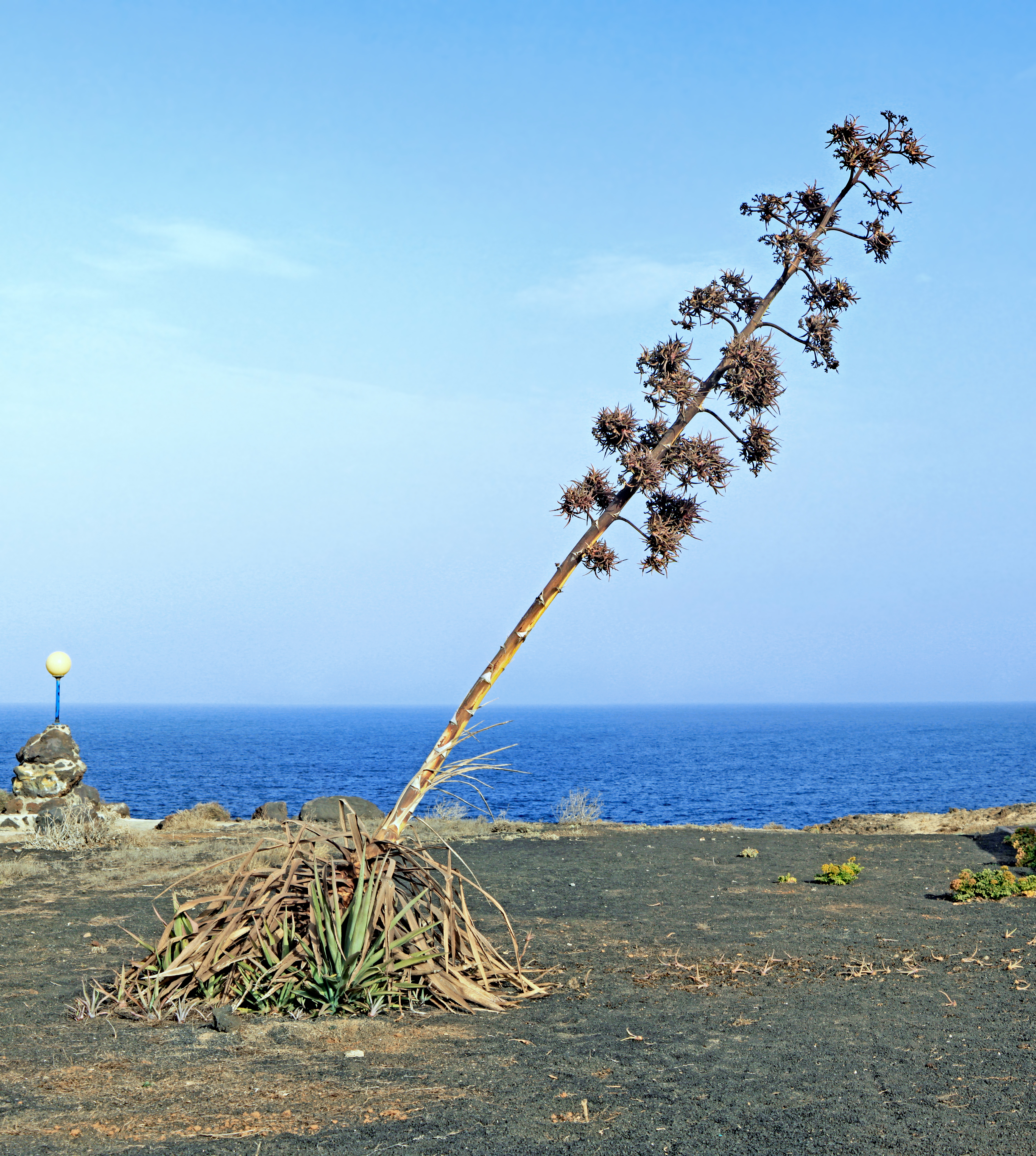
Odumírající Furcraea foetida s plodenstvím

## Rozšíření
Rod furkrea zahrnuje 25 druhů. Je přirozeně rozšířen od Mexika přes Střední Ameriku po Bolívii a východní Brazílii, a rovněž na Karibských ostrovech. Není zastoupen v Amazonii. Druhy furkrea kolumbijská a Furcraea foetida byly introdukovány i do jiných oblastí tropů, včetně Floridy.
Vývojové centrum je pravděpodobně v Mexiku, kde se vyskytuje 13 druhů, z toho 9 endemických.

## Ekologické interakce
Květy se otevírají se soumrakem a na noc. Sladce voní a nabízejí pyl i nektar. Má se za to, že jsou opylovány zejména můrami, návštěvy opylovačů však bývají pozorovány jen zřídka.
U květů druhu Furcraea parmentieri bylo zjištěno, že je opylují lišaji a kolibříci.

## Zajímavosti
Rozměrná latovitá květenství některých druhů patří k největším květenstvím v rostlinné říši, neboť mohou dosáhnout až 13 metrů délky.. V jednom květenství Furcraea longaeva může být více než 58 000 květů.

## Taxonomie
Rod Furcraea je v rámci čeledi Asparagaceae řazen do podčeledi Agavoideae. Je členěn do dvou podrodů. Podrod Roezlia se vyznačuje semenáči s jedním dlouhým děložním lístkem, dospělé rostliny tvoří vysoký kmen a mají zubaté listy. Je rozšířen ve 4 druzích v oblasti od středního Mexika po Guatemalu. Zástupci podrodu Furcraea jsou bez kmene nebo s kmenem, mají zubaté nebo téměř celokrajné (drobounce zoubkaté) listy a semenáč má krátký děložní lístek. Je sem řazeno 21 druhů, rozšíření podrodu se rámcově překrývá s celkovým rozšířením rodu. Nejblíže příbuzným rodem je dle výsledků fylogenetických studií rod Beschorneria (8 druhů v Mexiku a Střední Americe). Jedním z hlavních rozdílů mezi oběma rody je životní forma. Rostliny rodu Furcraea jsou monokarpické, vykvétají jen na konci života a poté odumírají. Naproti tomu rostliny rodu Beschorneria jsou polykarpické a vykvétají tedy za život vícekrát. Další rozdíly jsou ve tvaru květů (široce zvonkovité versus trubkovité), jejich barvě (zelené či bílé versus načervenalé či žluté) a zubatosti listů (převážně zřetelně zubaté versus celokrajné nebo jen drobounce zoubkaté okraje).

## Zástupci
- furkrea kolumbijská (Furcraea selloa)[6]

## Význam
Furkrey jsou v tropech a subtropech pěstovány jako okrasné rostliny. Vyžadují plné slunce, dosti suché stanoviště a dobře propustnou půdu. Mezi běžněji pěstované druhy náleží např. Furcraea macdougalii. Množí se poměrně snadno pomocí dceřiných hlízek vyrůstajících v květenství.
Některé druhy jsou pěstovány pro vlákna získávaná z listů. Vlákna jsou podobná sisálu z agáve a mají i stejné využití. Jsou pevná a hrubá a slouží např. k výrobě pytlů.
Odvar z oddenku Furcraea hexapetala slouží v domorodé medicíně při léčení revmatismu, vitiliga a pohlavních chorob. Obklady z listů se aplikují na vředy.
Listy furkrejí spásají podobně jako listy agáve v suchém období muly a koně a pravděpodobně i jiný dobytek. Některé druhy se mohou stát v suchých oblastech tropů invazními rostlinami, např. Furcraea foetida v Jihoafrické republice.

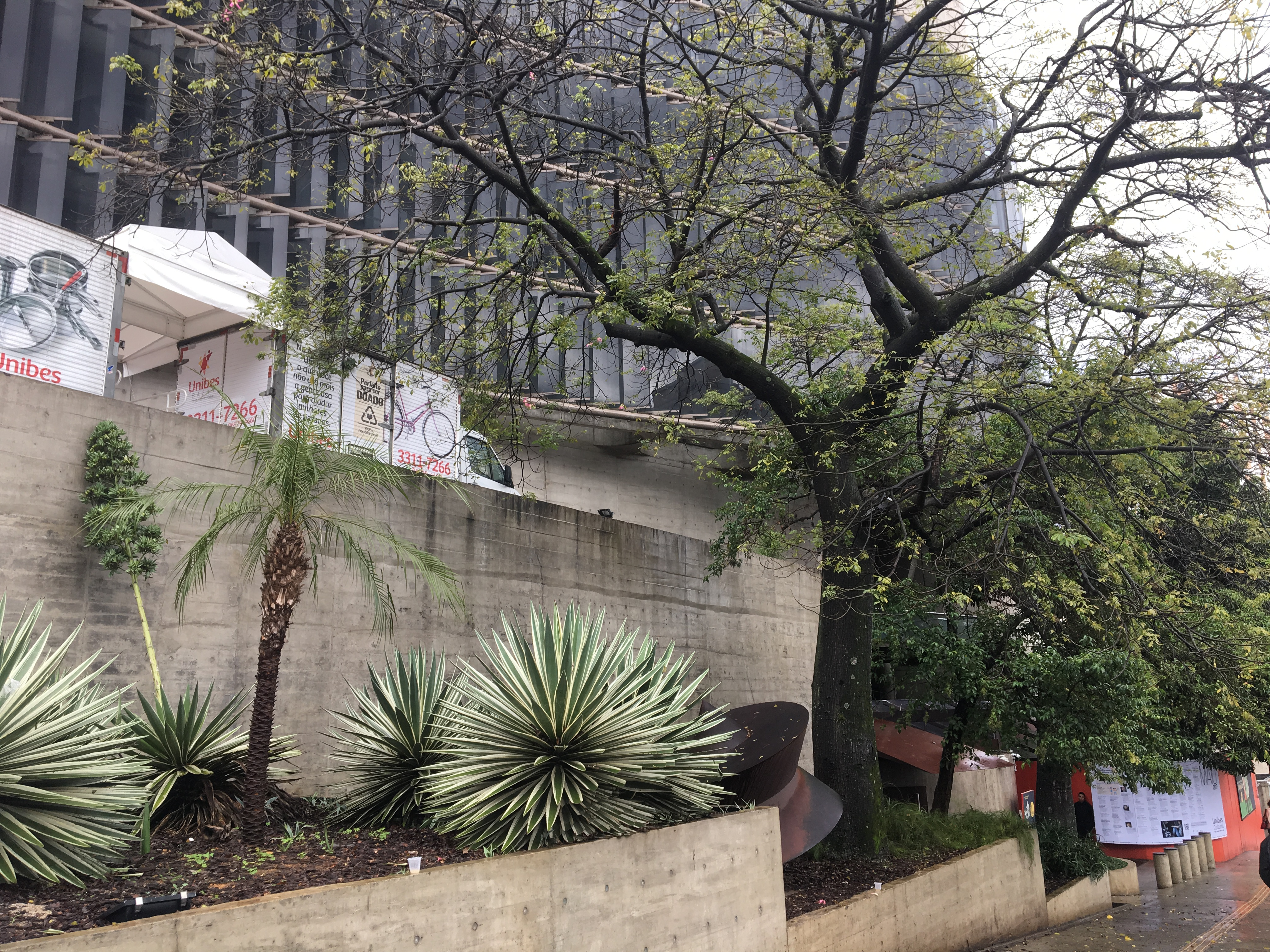
Furkrey jako okrasné rostliny v Brazílii
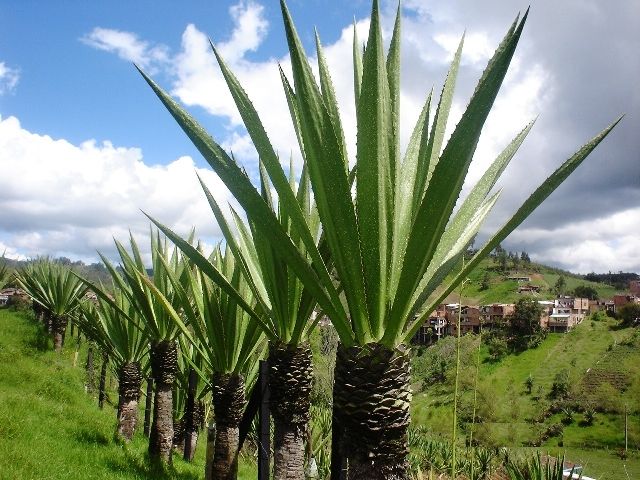
Furcraea andina
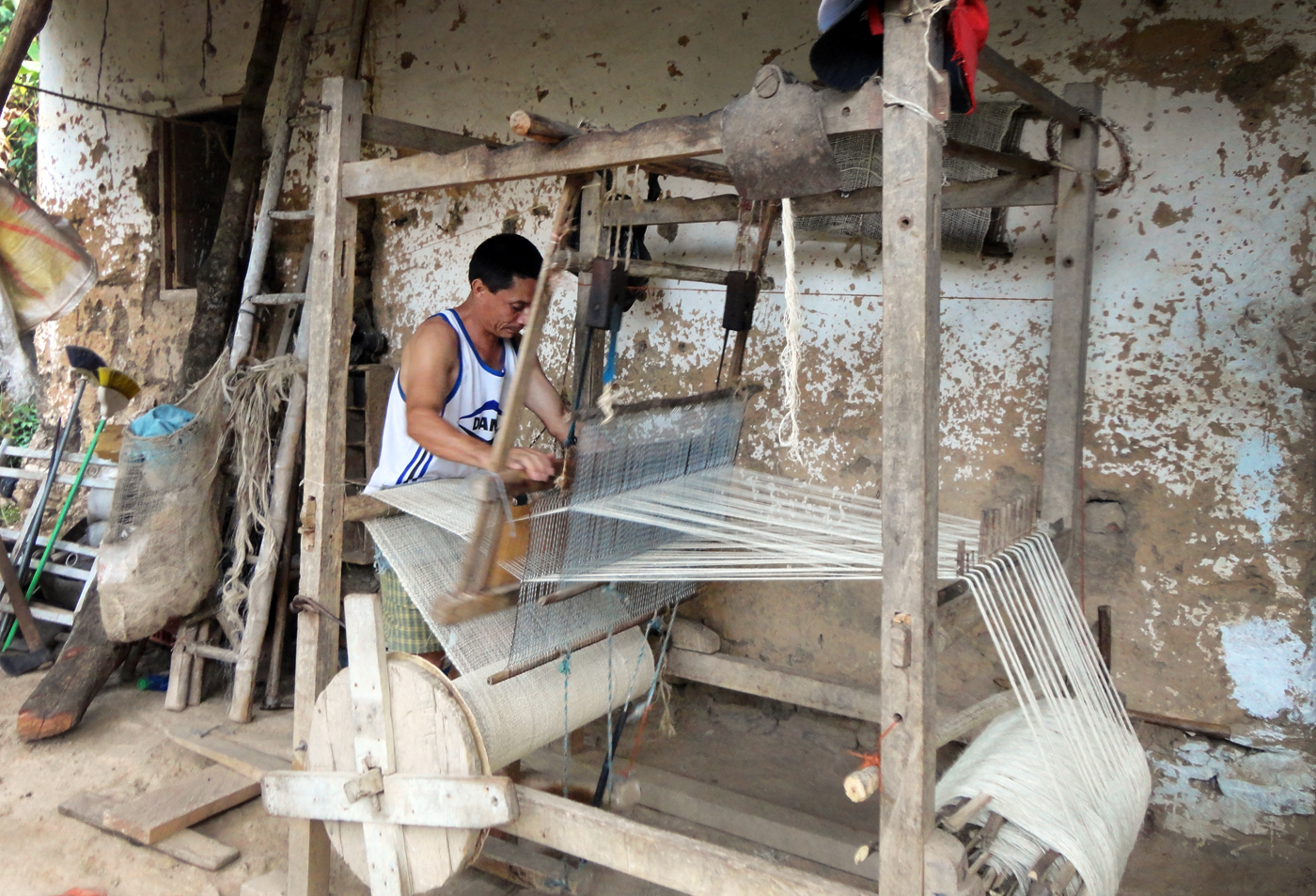
Spřádání vlákna z Furcraea andina v Kolumbii